# Edward J. Gurney
Edward J. Gurney (Portland, 1914. január 12. – Winter Park, 1996. május 14.) az Amerikai Egyesült Államok szenátora (Florida, 1969–1974).